# Bene rifugio
Un bene rifugio è un bene che ha un valore intrinseco, "reale", che si ritiene tenda a non perdere il suo valore, neanche a seguito di un incremento del livello generale dei prezzi. Il motivo che spinge i risparmiatori a ricercare questo genere di beni è che essi tendono a non subire svalutazione, o comunque meno del denaro liquido, e quindi il loro valore è meno intaccato durante una crisi economica o finanziaria.
Come dice il nome stesso, un investimento in un bene rifugio non ha scopo speculativo, bensì di protezione da un periodo di crisi economica o finanziaria, o da un periodo di forte instabilità dei prezzi. È chiaro quindi che in condizioni di incertezza dei mercati finanziari questi beni possono essere oggetto di flussi di capitali da parte di investitori che, dopo aver venduto investimenti considerati a più alto rischio, si concentrano su questi beni, fenomeno chiamato flight to quality. Instabilità e fluttuazione dei prezzi di questi beni possono verificarsi a seguito di un eccesso di domanda e bolla speculativa, rappresentando un rischio per i risparmiatori. 
Esempi di beni che potrebbero essere considerati rifugio dai risparmiatori sono gli immobili, le materie prime preziose (ad esempio oro, argento, palladio e platino), e gli oggetti di valore, come opere d'arte, gioielli, vini pregiati, orologi, diamanti, alcuni modelli di automobile. Possibili beni rifugio sono anche titoli di stato di paesi economicamente e finanziariamente solidi e alcune valute, soprattutto quelle meno soggette all'inflazione e che si sono mostrate sicure dopo la Grande recessione, come il dollaro statunitense, lo yen, il franco svizzero e la corona norvegese.